# 齒翼鳥屬

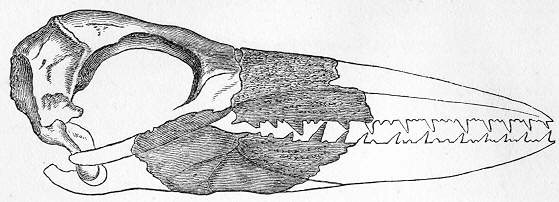
齿翼鸟头骨化石

齿翼鸟（学名odontopteryx）是一种已灭绝的鸟，可能是鹈鹕和鹳的近亲，生存于始新世，化石发现于欧洲和非洲。

## 体态
齿翼鸟是长齿海鸟，在颚的切割上长有独特的齿形突出物，在小型的齿鸟中，这些突出物明显倾斜，其形式与基础小的鹈鹕相似，翼展长达5米，异名有neptunavis，头骨在1873年被Richard owen所描述。

## 食性
齿翼鸟是以鱼为食的，可能是划过海面来抓鱼的。

## 分类
齿翼鸟有时被归为鹈鹕和鸬鹚中。